# قلعه بگ
قلعه بگ مربوط به سدهٔ ۷ ه‍.ق تا دوره قاجار است و در شهرستان قصرقند، بخش ساربوک، بگ  واقع شده و این اثر در تاریخ ۱۲ بهمن ۱۳۸۱ با شمارهٔ ثبت ۷۲۵۹ به‌عنوان یکی از آثار ملی ایران به ثبت رسیده است.